# Lehtisaari (ö i Finland, Norra Karelen, Joensuu, lat 62,91, long 29,69)
Lehtisaari är en ö i Finland. Den ligger i sjön Höytiäinen och i kommunen Kontiolax i den ekonomiska regionen  Joensuu ekonomiska region  och landskapet Norra Karelen, i den sydöstra delen av landet, 400 km nordost om huvudstaden Helsingfors. Öns area är 2,1 hektar och dess största längd är 270 meter i nord-sydlig riktning.